# Station Champagne-Ardenne TGV
Station Champagne-Ardenne TGV is een spoorwegstation aan de LGV Est in de Franse gemeente Bezannes. Het station ligt ten vijf kilometer van het stadscentrum van Reims en wordt met het centrum verbonden door de tram van Reims.